# Strasburg, North Dakota
Strasburg är en ort i Emmons County i North Dakota. Vid 2010 års folkräkning hade Strasburg 409 invånare.

## Kända personer från Strasburg
- Toby Roth, politiker